# Броди (Псковська область)
Броди (рос. Броды) — присілок в Опочецькому районі Псковської області Російської Федерації.
Населення становить 50 осіб. Входить до складу муніципального утворення Варигинська волость.

## Історія
Від 2015 року входить до складу муніципального утворення Варигинська волость.

## Населення
| 2001 | 2002 | 2010 | 2014 | 2015 | 2016 |
| ---- | ---- | ---- | ---- | ---- | ---- |
| 66   | ↘56  | ↘48  | ↗52  | →52  | ↘50  |